# Dub letní u samoty Nouzov v Točné
Dub letní u samoty Nouzov v Točné je památný hraniční strom, který roste severozápadně od samoty Nouzov na rozhraní lesa a pole. Na severovýchod od stromu je letiště Točná a nedaleko severním směrem Cholupický tunel. Spadá do přírodního parku Modřanská rokle - Cholupice.

## Parametry stromu
- Výška (m): 20,0
- Obvod (cm): 320
- Ochranné pásmo: vyhlášené – kruh o poloměru desetinásobku průměru kmene v 1,3 m na p.č. 844, 846, 847, 848 k.ú. Točná
- Datum prvního vyhlášení: 26.01.2000[1][2]
- Odhadované stáří: 175 let (r. 2016)[3]

## Popis
Dub má statný kmen a vysoko položenou rozložitou korunu, která převyšuje okolní porost a je nakloněna ven z lesa nad pole. Jako hraniční strom byl nedotknutelný a proto dorostl svých rozměrů. Jeho zdravotní stav je velmi dobrý.

## Historie
Dub byl zasazen kolem roku 1850. Roste na hranici lesa a pole, přes které se na druhé straně nachází samota Nouzov čp. 4.
Samota Nouzov je uvedena v knize obyvatel žijících v Točné z roku 1785, kde se píše, že „na Nouzově bydlí dva mistři ovčáčtí, jeden ovčák a jeden pastýř“. Není vyloučeno, že se jedná o dvůr s ovčínem a vinicí zmíněný v kupní smlouvě roku 1607 mezi dědicem komořanské tvrze Adamem Šturmem z Hiršfeldu a novým vlastníkem Adamem Radnickým ze Zhoře. Nouzov patřil komořanskému dvoru a tím i zbraslavskému klášteru. Roku 1903 vyhořel a byl znovu obnoven. V letech 1912–1932 jej vlastnil továrník ing. Karel Schulz a od něj převzala Nouzov pražská spořitelna, která jej pronajímala. Po vyvlastnění v roce 1948 jej využíval státní statek a poté JZD Točná. Po roce 1989 zde sídlili myslivci z Prahy 4 a místní jezdecký klub. Od roku 1996 má nového majitele, který přestavěl historickou budovu, teletník i stodolu na tři obytné objekty.

## Památné stromy v okolí
- Dva duby v Točné
- Dub severně ulice Branišovské v Točné
- Dub v polích mezi Točnou a Cholupicemi